# Grijsflanksaffraangors
De grijsflanksaffraangors (Sicalis raimondii) is een zangvogel uit de familie Thraupidae (tangaren).

## Verspreiding en leefgebied
Deze soort is endemisch in Peru.